# Gamble Cone
Gamble Cone är en kulle i Antarktis. Den ligger i Östantarktis. Nya Zeeland gör anspråk på området. Toppen på Gamble Cone är 400 meter över havet.
Terrängen runt Gamble Cone är varierad. Havet är nära Gamble Cone åt nordost. Trakten är obefolkad. Det finns inga samhällen i närheten. 